# The Chicks
The Chicks (до 2020 — Dixie Chicks) — женское кантри-трио, созданное в Далласе, штат Техас, в 1989 году. Участницы группы: Эмили Робисон, Марти Магуайр и Натали Мэнс. Они являются самым продаваемым женским музыкальным коллективом в США в каком-либо музыкальном жанре с общим показателем 36 миллионов копий альбомов по состоянию на июнь 2006.
В первой части оригинального названия группы присутствовало слово дикси (бывшие рабовладельческие южные штаты). 26 июня 2020 года группа была переименована в The Chicks из-за коннотации с периодом рабовладения в истории США и активизации движения BLM.

## История
В 1990-х они были известны разве что самым завзятым поклонникам кантри, исповедуя традиционное звучание в стиле блюграсс и щеголяя ковбойскими нарядами. К 1998 после частичной смены состава решительно осовременили и звучание и имидж. Успех среди более широких категорий меломанов не заставил себя ждать.
В 2000-е годы Dixie Chicks были едва ли не единственными исполнителями, которые периодически достигали лучшей десятки Billboard Hot 100. Пик их популярности пришёлся на 2002 год, когда альбом «Home» стал шесть раз платиновым и разошёлся фантастическим для музыки кантри тиражом. По мнению некоторых наблюдателей, с тридцатью миллионами проданных альбомов Dixie Chicks являются самым коммерчески успешным коллективом в истории кантри.
В следующем году девичье трио оказалось в центре громкого скандала, когда одна из участниц, Натали Мэнс, заявила во время выступления в Лондоне, что ей стыдно быть родом из того же штата, что и президент Буш, развязавший войну в Ираке. Это заявление было восторженно принято британской публикой, но привело к остракизму коллектива со стороны боссов американского шоу-бизнеса, радиостанции отказывались проигрывать их песни, а отдельные сторонники Буша даже якобы угрожали их жизни. Сам президент заявил, что «Dixie Chicks имеют полное право говорить то, что думают» и что ему по большому счёту «всё равно, что Dixie Chicks сказали [тогда]».
В 2006 году Dixie Chicks выпускают новый альбом «Taking the Long Way» (продюсер — Рик Рубин), который неожиданно обернулся для них подлинным триумфом. В ходе развернувшейся в США кампании против продолжения войны в Ираке особенно актуальной оказалась их антибушевская композиция «Not Ready to Make Nice». В результате Dixie Chicks выиграли «Грэмми» во всех основных номинациях («альбом года», «запись года», «песня года»), доведя число золотых граммофонов в своей коллекции до тринадцати.
В 2010 году Магуайр и Робинсон выпустили альбом без участия Мэнс в рамках своего нового проекта Court Yard Hounds.

## Дискография

### Альбомы
- 1990: Thank Heavens for Dale Evans[англ.]
- 1992: Little Ol' Cowgirl[англ.]
- 1993: Shouldn't a Told You That[англ.]
- 1998: Wide Open Spaces
- 1999: Fly
- 2002: Home
- 2003: Top of the World Tour: Live[англ.]
- 2006: Taking the Long Way
- 2020: Gaslighter